# Linfen
Linfen é uma cidade no sudoeste da província de Shanxi, na China, fazendo fronteira com a província de Shaanxi a oeste. Ele está situado ao longo das margens do rio Fen. Tem uma área de 20 275 quilômetros quadrados (7 828 milhas quadradas) e de acordo com o Censo de 2020, uma população de 3 976 481 habitantes, dos quais 959 198 vivem na área construída (ou metropolitana) composta pelo distrito urbano de Yaodu. O PIB de Linfen ficou em segundo lugar na província de Shanxi. Era conhecido como Pingyang (平陽) durante o período de primavera e outono. Em 2006, o American Blacksmith Institute listou Linfen como uma das dez cidades mais poluídas do mundo.
Antes de 1978, Linfen era famosa por sua água de nascente, vegetação e agricultura rica e, portanto, apelidada de "A Cidade Moderna das Frutas e Flores". Desde então, tornou-se um importante centro industrial de mineração de carvão, o que prejudicou significativamente o meio ambiente, a qualidade do ar, a agricultura, a saúde e seu status anterior de vila verde.

## Nome

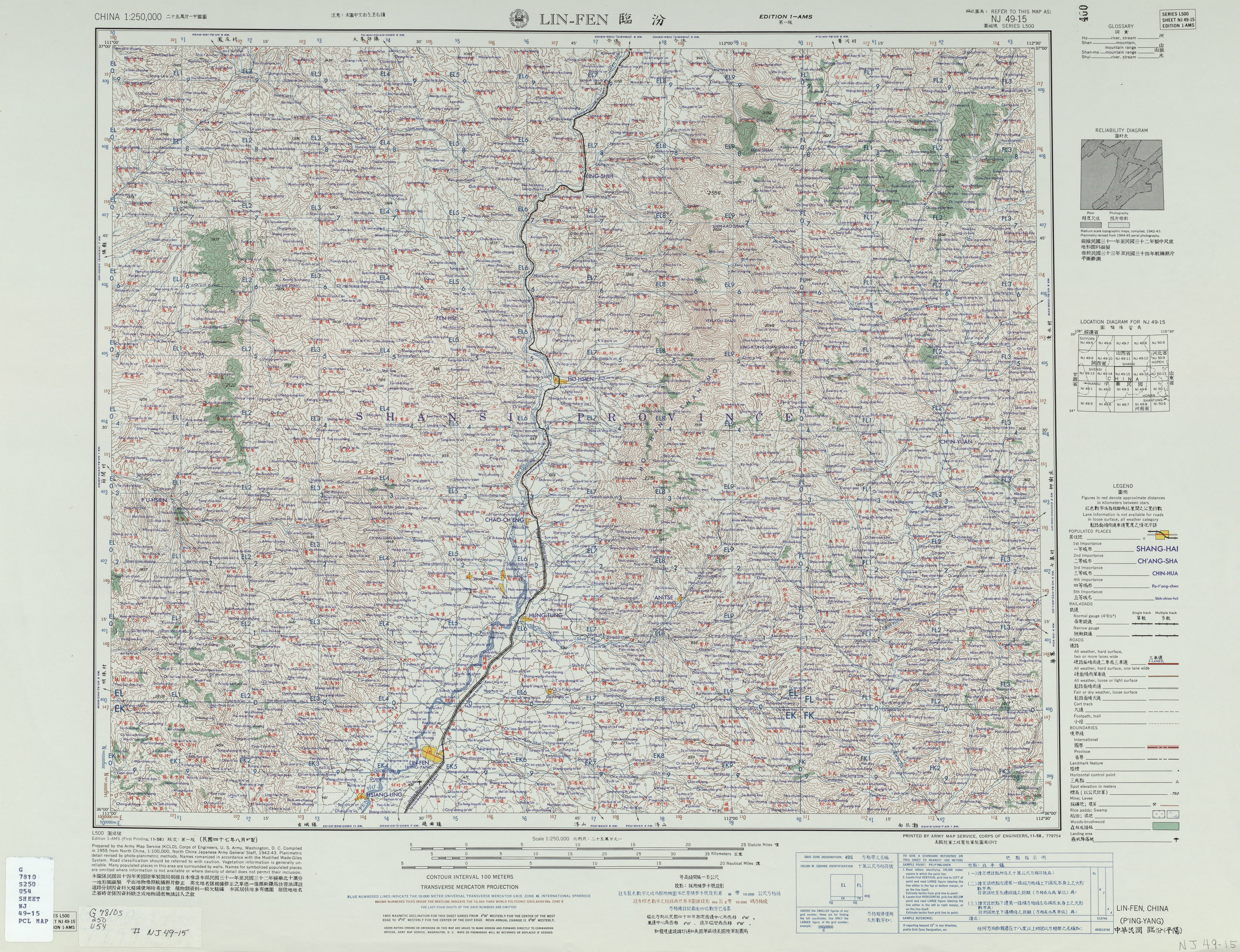
Mapa incluindo Linfen (rotulado como 臨汾(平陽) LIN-FEN (P'ING-YANG)) (AMS, 1955)

Linfen é nomeado para o rio Fen. Seus nomes anteriores incluem Jin, Jinzhou, e Pingyang (chinês simplificado: 平阳).

## História
Arqueólogos chineses afirmaram que a capital do lendário governante Yao estava localizada em Linfen, uma confirmação da lenda local responsável pelo nome do distrito de Yaodu da cidade. Portanto, a cidade de Linfen é a capital mais antiga da China.

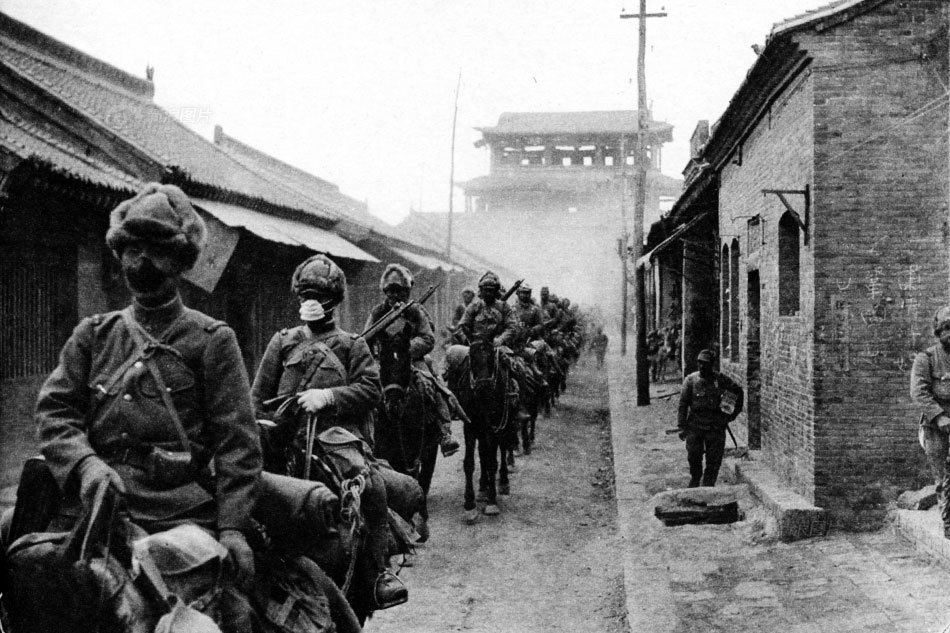
Linfen durante a Segunda Guerra Sino-Japonesa, 1938

A área era o centro da região e do ducado de Jin, cujo nome vem do rio Jin (晋水). O ducado entrou em colapso no século IV a.C., mas deu seu nome a um título principesco chinês usado como o nome dinástico do clã Sima. A Prefeitura de Jin estava centrada na cidade, que recebeu o nome de Jin e Jinzhou. Mais tarde, foi renomeado como Pingyang Commandery, que também foi adaptado como o nome de sua cidade principal. O imperador Xiongnu do ex-Zhao Liu Congfez de Pingyang sua residência no século IV. "Ele manteve a corte em Pingyang em [Shanxi] e governou o centro e o sul [Shanxi], sobre [Shaanxi] (exceto para a bacia Han), norte [Henan] (exceto Kaifeng), sul [Hebei] e norte [Shandong]". No século X, as muralhas da cidade eram consideradas "fortificadas além do alcance".